# Capacità termica
Si definisce capacità termica di un corpo (o più in generale di un qualunque sistema) il rapporto fra il calore scambiato tra il corpo e l'ambiente e la variazione di temperatura che ne consegue. Indica la quantità di calore da fornire a una sostanza per innalzarne la temperatura di un kelvin (K). Dire che una sostanza ha un'alta capacità termica significa che riesce ad assorbire tanto calore innalzando di poco la propria temperatura.
In formule:
{\displaystyle C={\frac {Q}{\Delta T}}}
Nel Sistema Internazionale l'unità di misura della capacità termica è il J/K. Esprime cioè la quantità di calore in joule (J), e la temperatura in kelvin (K).

## Capacità termica unitaria e calore specifico
La capacità termica C è proporzionale alla capacità termica unitaria c e alla quantità di sostanza N:
{\displaystyle C=c\cdot N}
Analogamente, la capacità termica è uguale al prodotto tra il calore specifico per unità di massa {\displaystyle c_{m}} e la massa del campione di sostanza M:
{\displaystyle C=c_{m}\cdot M}
A differenza della capacità termica unitaria, che dipende solo dalla natura del materiale e non ha unità di misura, la grandezza più comune rappresentata dal calore specifico di un corpo dipende sia dalla natura del materiale, che dalla sua massa.
Per questo motivo nella letteratura tecnica sono state pubblicate tabelle relative ai valori dei calori specifici dei materiali, mentre purtroppo sono più rare le tabelle relative alle capacità termiche unitarie dei materiali.

Una volta noto il calore specifico è quindi sufficiente moltiplicarlo per la massa (se si tratta di calore specifico massico) o la quantità di sostanza (se si tratta di calore specifico numerico, o molare).
In una trasformazione infinitesima, indicando con {\displaystyle \delta Q} la quantità di calore assorbita dal corpo di massa m passando da una temperatura iniziale T alla temperatura T + dT, si ha:
{\displaystyle \delta Q=m\cdot c\cdot dT}
Tale relazione è valida solo se non si ha una transizione di fase, altrimenti bisogna utilizzare il calore latente {\displaystyle \lambda } per esprimere il calore scambiato:
{\displaystyle \delta Q=\lambda \cdot dm}
dove {\displaystyle \delta Q} la quantità di calore necessaria per realizzare il passaggio di stato di una quantità di massa dm.

## Relazione di Mayer
Dalla relazione di Maxwell in entropia e temperatura deriva la relazione di Mayer, che espressa per la capacità termica di una quantità di sostanza  N diventa:
{\displaystyle C_{F_{i}}-C_{x_{i}}=NT\left({\frac {\partial F_{i}}{\partial T}}\right)_{x_{i}}\left({\frac {\partial x_{i}}{\partial T}}\right)_{F_{i}}}
Per un sistema termodinamico semplice abbiamo una sola relazione, fra capacità termica isobara e capacità termica isocora:
{\displaystyle C_{p}-C_{V}=NT\left({\frac {\partial p}{\partial T}}\right)_{V}\left({\frac {\partial V}{\partial T}}\right)_{p}}
Per un gas perfetto, che appartiene ai sistemi termodinamici semplici, la relazione di Mayer applicata alla capacità termica assume la forma:
{\displaystyle C_{p}=C_{V}+NR=C_{V}+MR'}
con {\displaystyle C_{p}} e {\displaystyle C_{V}} le capacità termiche rispettivamente a pressione e volume costante e N e M sono rispettimavente la quantità e la massa della sostanza, R è la costante dei gas e R' è la costante specifica (per unità di massa) del gas ideale considerato.

## Solidi
La capacità termica dei solidi monoatomici si può calcolare in modi diversi a seconda del modello che si utilizza:
- Modello classico: legge di Dulong e Petit
- Modello di Einstein (quantistico)
- Modello di Debye (quantistico)

I tre modelli portano a risultati equivalenti ad alte temperature, ma si discostano a temperature inferiori. I modelli di Einstein e Debye sono concordi anche a basse temperature ma si discostano a temperature intermedie.
Tutti questi modelli presentano differenze con i risultati sperimentali.

## Dipendenza della capacità termica dalla temperatura
La capacità termica molare a pressione costante Cp e la capacità termica molare a volume costante Cv di una determinata sostanza variano con la temperatura. In alcune banche dati termodinamiche è possibile risalire alla relazione sperimentale, in genere polinomiale, che esprime queste due grandezze in funzione della temperatura.